# تكرار أحادي الأبوين
يحدث التكرار أحادي الأبوين حين يتلقى الشخص نسختين من صبغي، أو جزء من صبغي، من أحد الأبوين دون تلقي نسخة من الأب الآخر. قد ينتج التكرار أحادي الأبوين عن التكرار المتغاير، ويورث فيها زوج من الصبغيات غير المتطابقة من أحد الأبوين فقط (خطأ في مرحلة مبكرة من الانقسام المنصف الأول)، أو عن التكرار المتماثل، ويورث فيها صبغي مفرد متكرر من أحد الأبوين (خطأ في مرحلة متأخرة من الانقسام المنصف الثاني). قد يكون التكرار أحادي الأبوين شائعًا سريريًا لعدة أسباب. على سبيل المثال، قد يعيق التكرار المتماثل أو المتغاير النسخ الجيني الخاص بالوالدين، ما يؤدي إلى اضطرابات في النسخ. بالإضافة إلى ذلك، قد يؤدي التكرار المتماثل إلى عراقيل كبيرة أمام الزيغوتية المتماثلة، ما قد يتسبب في زوال كبح الجينات المتنحية على غرار الظاهرة التي تشاهد لدى الأطفال الناتجين عن توالد داخلي لشريكين بينهما قرابة عصب.
وُجد أن التكرار أحادي الأبوين يحدث بتواتر حالة واحدة من كل 2,000 ولادة.

## الفيزيولوجيا المرضية
يمكن أن يحدث التكرار أحادي الأبوين بصفته حدثًا عشوائيًا أثناء تكوين خلايا البويضات أو خلايا الحيوانات المنوية أو قد يحدث خلال التطور الباكر للجنين. يمكن أن يحدث أيضًا أثناء الإنقاذ ثلاثي الصبغيات.
- حين يتلقى الطفل صبغيين متماثلين اثنين (مختلفين) (موروثين من كلا الجدّين) من أحد الوالدين فقط، تسمى الحالة التكرار أحادي الأبوين المتغاير. يشير التكرار المتغاير (متغاير الزيغوت) إلى خطأ في الانقسام المنصف الأول إذا لم تتقاطع مواضع الجين المعنية.[5]
- حين يتلقى الطفل نسختين متكررتين (متطابقتين) من صبغي واحد، تدعى الحالة التكرار أحادي الأبوين المتماثل. يشير التكرار المتماثل (تماثل الزيغوت) إلى حدوث تكرار صبغي إما خلال الانقسام المنصف الثاني (إذا لم تتقاطع مواقع الجينات المعنية) أو المرحلة التالية للزيغوت.
- قد يؤدي حدوث خطأ خلال الانقسام المنصف الأول إلى تكرار أحادي الأبوين متماثل في حال تقاطعت مواقع الجين المعني، على سبيل المثال، قد يعزى التكرار المتماثل القاصي إلى تكرر مواقع جينية من الجدة من ناحية الأم والتي تقاطعت، وإلى حدوث خطأ أثناء الانقسام المنصف الأول، انتهى به الأمر في نفس المشيج.
- قد يؤدي حدوث خطأ خلال الانقسام المنصف الثاني إلى تكرار أحادي الأبوين متغاير إذا تقاطعت مواقع الجينات بطريقة متماثلة.

## النمط الظاهري
لا تتسبب معظم حالات التكرار أحادي الأبوين في أي شذوذ في النمط الظاهري. مع ذلك، إذا وقع الحدث المسبب له أثناء الانقسام المنصف الثاني، قد يشتمل النمط الجيني على نسخ متطابقة من الصبغي أحادي الوالدين (التكرار المتماثل)، ما يؤدي إلى ظهور اضطرابات متنحية نادرة. يجب الاشتباه في التكرار أحادي الأبوين لدى الفرد الذي يظهر اضطرابًا متنحيًا مع كون أحد الوالدين فقط حاملًا له.
قد يؤدي التوريث أحادي الأبوين للجينات المنسوخة أيضًا إلى تشوهات نمطية. عُثر على عدد قليل من الجينات المنسوخة المسببة، لكن قد تؤدي الوراثة أحادية الوالدين لجين منسوخ إلى فقدان وظيفة الجين، ما قد يؤدي إلى تأخر النمو أو التخلف العقلي أو مشاكل طبية أخرى.
- تشمل الحالات الأكثر شهرة متلازمة برادر ويلي ومتلازمة أنجلمان. يمكن أن يحدث هذان الاضطرابان بسبب التكرار أحادي الأبوين أو نتيجة أخطاء أخرى في النسخ تؤثر في الجينات الواقعة على الذراع الطويلة للصبغي 15.
- تترافق الحالات الأخرى، مثل متلازمة بيكويث فيدمان، بخلل في الجينات المنسوخة على الذراع القصيرة للصبغي 11.
- يُعرف الصبغي 14 بتسببه في أعراض معينة مثل تشوهات الهيكل العظمي، والإعاقة الذهنية، وتقفع المفاصل، إلى جانب أمور أخرى.[7][8]

تعد الدراسات المستقبلية للتكرار أحادي الأبوين نادرة، إذ تركز معظم التقارير على الظروف المعروفة أو النتائج العرضية. اقتُرح أن وقوع الحالة قد لا يكون منخفضًا كما هو متوقع، بل لا يُبلغ عنه بصورة كافية.